# 小行星5528
小行星5528（英語：5528）是一颗围绕太阳公转的小行星。1992年1月2日，上田清二、金田宏在钏路市发现了此天体。
这颗小行星的绝对星等为336.28947等。